# نهلة عبد الوهاب
نهلة عبد الوهاب هي مطربة عراقية ذات صوت ريفي دافئ اشتهرت بالاغاني الريفية وخاصة أغنية «أخذني الشوگ بجناحه»، التي سجلت بها في عام 1983.
أغنية «أخذني الشوگ بجناحه» تحت عنوان «الفلاحة»، والتي غنتها نهلة عبد الوهاب من كلمات الشاعر الراحل جودت التميمي وألحان صباح زيارة، حيث أصبحت هذه الأغنية مقدمة لبرنامج «المجلة الزراعية» الذي كان يعرض على تلفزيون العراق، وتتحدث كلمات الاغنية عن دور المرأة المزارعة في دعم الاقتصاد الزراعي.
غابت الفنانة نهلة عبد الوهاب عن الساحة الفنية أكثر من 30 سنة بسبب الظروف الإنتاجية والظروف الاجتماعية الخاصة بها، ثم عادت إلى الساحة الفنية من جديد بمجموعة من الأعمال، منها أغنية وطنية وأخرى عاطفية.

## المصدر
1. 1 2 3  الفنانة العراقية نهلة عبد الوهاب تعود بعد غياب 30 سنة بأعمال جديدة نسخة محفوظة 03 يوليو 2018 على موقع واي باك مشين.